# RK Athletics Warszawa
RK Athletics Warszawa lub RK Athletics – polski lekkoatletyczny klub sportowy z siedzibą w Warszawie.
Klub powstał w 2015 roku z inicjatywy wielokrotnego mistrza olimpijskiego w chodzie sportowym – Roberta Korzeniowskiego. Zajmuje się treningiem dzieci, młodzieży, seniorów i mastersów w konkurencjach lekkoatletycznych. Wśród trenerów i współpracowników klubu znajdują się m.in. Grzegorz Gajdus, Andrzej Chyliński, Irina Koval, Bogdan Patelka i Rafał Sikora. Podmiot organizuje różnego rodzaju mityngi i zawody sportowe, a także przyznaje stypendia obiecującym zawodnikom.
Działa jako jednostka organizacyjna utworzonej w 2019 roku Fundacji Roberta Korzeniowskiego. Według stanu na koniec 2024 roku klub liczył 330 zawodników. Treningi odbywają się w 9 lokalizacjach w aglomeracji warszawskiej (Ursynów, Mokotów, Wawer, Praga Południe, Ochota, Wilanów, Izabelin i stadion Skry na Ochocie, 2025). Numer licencji Polskiego Związku Lekkiej Atletyki to 45/MZ/15.

## Sukcesy zawodników

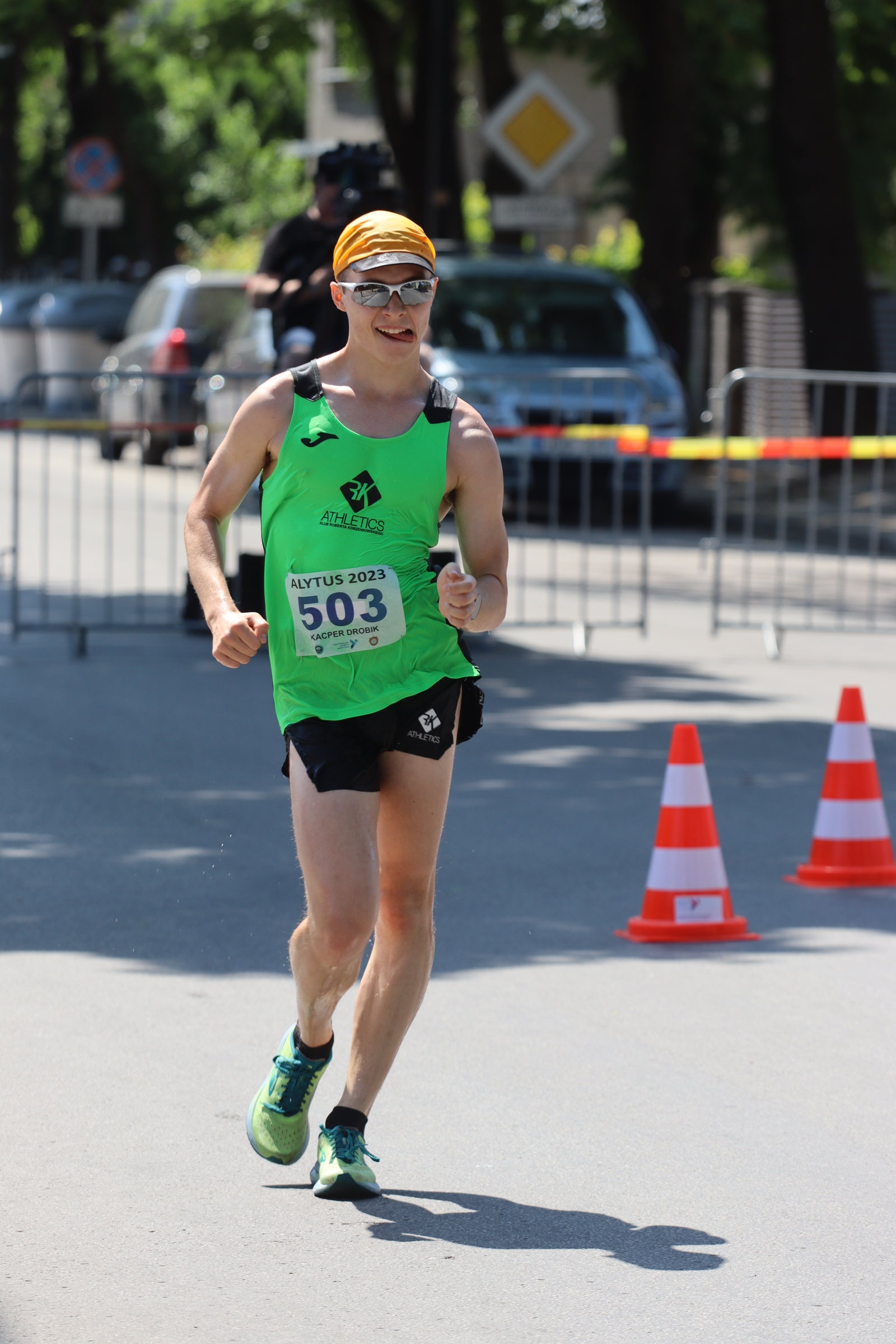
Kacper Drobik w barwach klubu (2023)

Dominika Stelmach reprezentując klub zdobyła brązowy medal mistrzostw Europy w biegu na 50 km w 2022 roku.
Medale mistrzostwa Polski seniorów w lekkoatletyce oraz halowych mistrzostw Polski seniorów w lekkoatletyce zawodników RK Athletics:
- Dominika Stelmach        – maraton: złoto (2017); bieg na 100 km: złoto (2020); bieg górski ultra: złoto (2020, 2022, 2024); bieg górski short trail: złoto (2025); bieg górski długi: brąz (2020)[11]
- Dariusz Nożyński     – bieg na 100 km: złoto (2020, 2021); bieg 6-godzinny: złoto (2022, 2024)[12]
- Łukasz Niedziałek   – chód na 20 km: złoto (2023); chód na 5000 m w hali: złoto (2023)[13]
- Kacper Drobik  – chód na 5000 m w hali: brąz (2025)[14]
- Sebastian Karpiński  – chód na 35 km: brąz (2025)[15]

Klub ma także liczne grono zawodników-medalistów lokalnych, krajowych i międzynarodowych imprez w kategoriach dziecięcych, juniorskich i masters.